# Rijksbeschermd gezicht Kinderdijk - Elshout
Gezicht Kinderdijk - Elshout is een van rijkswege beschermd dorpsgezicht bestaande uit het gebied van de Kinderdijkse molens in Kinderdijk in de Nederlandse provincie Zuid-Holland. De procedure voor aanwijzing werd gestart op 5 april 1988. Het gebied werd op 27 april 1993 definitief aangewezen. Het beschermd gezicht beslaat een oppervlakte van 321,9 hectare.
Panden die binnen een beschermd gezicht vallen krijgen niet automatisch de status van beschermd monument. Wel zal de gemeente het bestemmingsplan aanpassen om nieuwe ontwikkelingen in het gebied te reguleren. De gezichtsbescherming richt zich op de stedenbouwkundige en cultuurhistorische waardering van een gebied en wil het toekomstig functioneren daarvan veiligstellen.